# Cầu thủ xuất sắc nhất Cúp bóng đá châu Á
Giải thưởng Cầu thủ xuất sắc nhất Cúp bóng đá châu Á (tiếng Anh: Asian Cup Most Valuable Player là giải thưởng dành cho cầu thủ xuất sắc nhất Cúp bóng đá châu Á do Liên đoàn bóng đá châu Á bầu chọn và trao giải.

## Các cầu thủ đoạt giải
| Năm  | Cầu thủ           | Câu lạc bộ          | Quốc gia        |
| ---- | ----------------- | ------------------- | --------------- |
| 1956 | Không trao giải   | Không trao giải     | Không trao giải |
| 1960 | Không trao giải   | Không trao giải     | Không trao giải |
| 1964 | Không trao giải   | Không trao giải     | Không trao giải |
| 1968 | Không trao giải   | Không trao giải     | Không trao giải |
| 1972 | Ebrahim Ashtiani  | Persepolis          | Iran            |
| 1976 | Ali Parvin        | Persepolis          | Iran            |
| 1980 | Không có giải     | Không có giải       | Không có giải   |
| 1984 | Giả Tú Toàn       | Bát Nhất            | Trung Quốc      |
| 1988 | Kim Joo-Sung      | Daewoo Royals       | Hàn Quốc        |
| 1992 | Takagi Takuya     | Sanfrecce Hiroshima | Nhật Bản        |
| 1996 | Khodadad Azizi    | Bahman              | Iran            |
| 2000 | Nanami Hiroshi    | Jubilo Iwata        | Nhật Bản        |
| 2004 | Nakamura Shunsuke | Reggina             | Nhật Bản        |
| 2007 | Younis Mahmoud    | Al-Gharafa          | Iraq            |
| 2011 | Honda Keisuke     | CSKA Moskva         | Nhật Bản        |
| 2015 | Massimo Luongo    | Swindon Town        | Úc              |
| 2019 | Almoez Ali        | Al-Duhail           | Qatar           |